# KDH – Kresťanskodemokratické hnutie
KDH – Kresťanskodemokratické hnutie (zkratka KDH, česky Křesťanskodemokratické hnutí) je středopravicové konzervativní politické hnutí na Slovensku. Vzniklo 17. února 1990 ustavujícím sněmem v Nitře (registrace Ministerstvem vnitra SR od 23. února 1990), čímž se stalo jedním z nejstarších subjektů na politické scéně Slovenska po roce 1989. Při zakládání a profilaci KDH sehráli významnou úlohu hlavně lidé z katolického disentu, ale i lidé blízcí Verejnosti proti násiliu. Současným předsedou hnutí je Milan Majerský.
V letech 1990–1992, 1994, 2002–2006 a 2010–2012 bylo hnutí součástí vládních koalic, naposledy ve vládě Ivety Radičové. V letech 2012–2016 bylo v opozici, v letech 2016–2023 hnutí nebylo součástí Národní rady SR, kam se vrátilo po parlamentních volbách v roce 2023.

## Historie

### Založení hnutí
Hnutí vzniklo 17. února 1990 na ustavujícím sněmu v Nitře, u Ministerstva vnitra SR bylo zaregistrováno 23. února. Stalo se tak jedním z nejstarších subjektů na politické scéně Slovenska po roce 1989. Při zakládání a profilaci KDH sehráli významnou roli zejména lidé z katolického disentu, ale i lidé blízcí VPN. Prvním předsedou hnutí byl zvolen Ján Čarnogurský.
Jeho vznik podnítila výzva ze 30. listopadu 1989 na zakládání Křesťanskodemokratických klubů (KDK) na Slovensku. Kluby vznikaly zpočátku společně, na smíšených územích jako "dvojjazyčné" (slovenské a maďarské), ale i pouze maďarské. V březnu 1990 došlo k definitivnímu oddělení maďarských křesťanských demokratů od KDH a jejich zástupci se rozhodli na svém zasedání v Bratislavě 17. března vytvořit samostatné Maďarské kresťanskodemokratické hnutie (později sloučeno do Strany maďarskej komunity, ta byla sloučena do dnešní Maďarskej aliancie).
Hnutí si v první polovině roku 1990 vytvořilo zájmové organizace a svazy, vznikly Křesťanskodemokratická mládež Slovenska (slovensky Kresťanskodemokratická mládež Slovenska, KDMS), Svaz křesťanských lékařů a zdravotníků (Zväz kresťanských lekárov a zdravotníkov, ZKLaZ), jehož předsedou se stal Alois Rakous, Sdružení Křesťanskodemokratické zemědělců Slovenska (Združenie kresťanskodemokratických poľnohospodárov Slovenska, ZKDPS), Křesťanskodemokratický svaz pracovníků vědy a školství (Kresťanskodemokratický zväz pracovníkov vedy a školstva, KDZPVŠ), Křesťanskodemokratický svaz žen Slovenska (Kresťanskodemokratický zväz žien Slovenska) a Křesťanskodemokratické sdružení ekologů Slovenska (Kresťanskodemokratické združenie ekológov Slovenska).

### Volby 1990 a následná vláda
V prvních svobodných volbách na Slovensku v roce 1990 získalo hnutí 19,2 % hlasů a umístilo se tak na druhém místě za VPN. V obou federálních volbách skončilo hnutí rovněž na druhém místě: Sněmovna lidu 18,9 %, Sněmovna národů 16,66 %. Výsledky byly však zklamáním, jelikož KDH v průzkumech veřejného mínění dlouhodobě vedlo. Následně se KDH stalo součástí vládní koalice pod vedením Vladimíra Mečiara (1990–1991). V komunálních volbách v listopadu 1990 získalo KDH nejvíce poslanců ze všech kandidujících stran, tedy 10 564 (27,4 %) a 541 starostů a primátorů (19,8 %).
Na začátku roku 1991 mělo KDH přibližně 50 tisíc členů. Po rozdělení VPN a pádu Mečiarovy vlády se v dubnu 1991 stal novým předsedou vlády Ján Čarnogurský (viz vláda Jána Čarnogurského). Na sněmu KDH v listopadu 1991 byl Ján Čarnogurský za předsedou hnutí zvolen opětovně, jeho protikandidátem byl Jan Klepáč. Skupina kolem Klepáče navrhovala konfederativní uspořádání ČSFR a případné referendum o samostatném Slovensku. Pro neshody uvnitř KDH se tato skupina následně rozhodla založit v březnu 1992 vlastní Slovenské křesťansko-demokratické hnutí (SKDH).

### Volby 1992
Do voleb v roce 1992 šlo KDH s volebním heslem "Stabilita dnes – prosperita zítra". Ve volbách do SNR získalo pouze 8,89 % a stalo se opoziční stranou. Vládu utvořil Vladimír Mečiar z HZDS, které získalo 37,26 % (druhá skončila SDĽ se ziskem 14,70 %). Na sněmu v září 1992 změnilo hnutí svou strukturu na politickou stranu. Za předsedu byl opět zvolen Ján Čarnogurský, do funkcí místopředsedů byli zvoleni František Mikloško (pro tisk a vnější působení), Ivan Šimko (pro vnitřní politiku), Emil Komárik (pro zahraniční politiku) a Anton Anderko (pro regionální politiku).
V lednu 1993 navrhlo KDH na prezidenta Antonína Neuwirtha, jejich kandidát však neuspěl. Během celého roku působila strana v opozici. Po pádu druhé Mečiarovy vlády v roce 1994 se KDH na krátký čas stalo součástí vlády Jozefa Moravčíka, v níž mělo KDH 5 křesel: Ivan Šimko (místopředseda vlády pro legislativu), Mikuláš Dzurinda (doprava, spoje a veřejné prace), Ladislav Pittner (vnitro), Július Brocka (práce, sociální věci a rodina) a Lubomír Roman (kultura).

### Volby 1994
Ve volbách do NR SR v roce 1994 kandidovali na kandidátce KDH i bývalí členové VPN a ODÚ. KDH získalo 10,08 % a skončilo na čtvrtém místě (za HZDS-RSS, levicovou koalicí Společná volba a Maďarskou koalicí). KDH se opět stalo součástí opozice. V komunálních volbách získala KDH 6 920 poslanců a 415 starostů. Na sněmu v prosinci 1994 byl opět zvolen Ján Čarnogurský za předsedu strany. Za místopředsedy byli zvoleni František Mikloško, Ivan Šimko, Mikuláš Dzurinda a Ján Figeľ.

### Modrá koalice a založení SDK
Ve volebním období 1994–1998 působilo KDH jako nejsilnější opoziční strana. KDH v tomto období důrazně vystupovalo proti autoritativním praktikám Mečiarovy vlády, spoluorganizovala např. mítinky na náměstí SNP v Bratislavě, kterých se zúčastnily desetitisíce lidí. V roce 1996 vznikla tzv. "Modrá koalice" (KDH-DÚ-DS). Ta zorganizovala mj. petici za přímou volbu prezidenta (více než 550 tisíc podpisů) a Petici za spravedlivé volby (470 tisíc podpisů). Modrá koalice byla v roce 1997 po přičlenění SDSS a SZS přejmenována na "Duhovou koalici". Před volbami v roce 1998 byla koalice přetvořena na politickou stranu a změnila svůj název na Slovenská demokratická koalícia. Jejím mluvčím a předsedou se stal Mikuláš Dzurinda.
Parlamentní volby v září 1998 sice vyhrálo HZDS se ziskem 27 % hlasů, na vytvoření vlády to však nestačilo. Vládní koalici tak vytvořila Slovenská demokratická koalice (členové KDH byli na její kandidátce), která skončila druhá se ziskem 26,33 % hlasů. Součástí koaliční vlády byly kromě SDK i SDĽ, SMK a SOP. Předsedou vlády se stal Mikuláš Dzurinda, předseda KDH Ján Čarnogurský se stal ministrem spravedlnosti.

### 2000–2010 (spor uvnitř strany, následná vláda a opozice)
Po sporu uvnitř SDK se část poslanců KDH v čele s Mikulášem Dzurindou oddělila a v roce 2000 založila novou stranu s názvem Slovenská demokratická a kresťanská únia (SDKÚ). Strana si v roce 2000 zvolila po deseti letech nového předsedu Pavla Hrušovského, Ján Čarnogurský již nekandidoval. Volební zisky strany se od této doby pohybovaly v rozmezí cca 8–10 %.
V parlamentních volbách v roce 2002 se strana umístila až na pátém místě se ziskem 8,25 % hlasů. První bylo tradičně HZDS pod vedením Vladimíra Mečiara, druhá SDKÚ, třetí SMER Roberta Fica a čtvrtá SMK-MKP. Po pověření bývalého člena KDH Mikuláše Dzurindy, nyní předsedy SDKÚ, sestavením vlády, bylo KDH přizváno do jeho druhé koaliční vlády. V únoru 2006 KDH koaliční vládu opustilo. Stalo se tak v důsledku sporu o smlouvu s Vatikánem. Ministři KDH podali demise, 8. února jmenoval prezident republiky nové tři ministry a předseda vlády zároveň souhlasil s konáním předčasných voleb v červnu téhož roku.
V předčasných parlamentních volbách v červnu 2006 skončilo KDH na šestém místě se ziskem 8,31 % hlasů. V následujícím volebním období (2006–2010) působila strana pouze v opozici, jelikož vládu sestavil Robert Fico ze strany SMER.
Na sněmu v září 2009 bylo zvoleno nové vedení, novým předsedou se stal bývalý europoslanec Ján Figeľ, který tak po devíti letech vystřídal Pavla Hrušovského.

### Volby 2010
V parlamentních volbách v červnu 2010 skončilo hnutí na čtvrtém místě se ziskem 8,52 % hlasů. V nadcházejícím volebním období bylo součástí koaličního kabinetu pod vedením Ivety Radičové z SDKÚ-DS. Předseda hnutí Ján Figeľ byl do vlády jmenován do funkce jejího místopředsedy a ministra dopravy. Celkem získala strana ve vládě 3 posty (kromě Figeľa ještě Daniel Lipšic vnitro a Ivan Uhliarik zdravotnictví). Vládě nebyla 11. října 2011 vyslovena důvěra, na březen 2012 byly proto vyhlášeny předčasné parlamentní volby.

### Opozice a mimo parlament
Ve volbách v březnu 2012 získalo hnutí 8,82 % a bylo tak jediným z vládních politických subjektů, který si v parlamentu od minulého období polepšil, a to o jeden mandát. Od dubna 2012 bylo hnutí v opozici.
V parlamentních volbách 2016 hnutí překvapivě získalo pouhých 4,9 % a poprvé v celé své historii se nedostalo do Národní rady SR.
V roce 2022 se hnutí sloučilo se Slovenskou konzervativní stranou (dříve #SIEŤ).

### Volby 2023
V parlamentních volbách v roce 2023 hnutí získalo 6,82 % hlasů.
V prezidentských volbách v roce 2024 hnutí podporovalo diplomata a bývalého ministra zahraničních věcí Ivana Korčoka.

## Volební výsledky

### Národní rada Slovenské republiky
| Volby | Hlasy       | Hlasy       | Mandáty | Mandáty | Pozice | Postavení |
| Volby | Počet       | %           | Počet   | ±       | Pozice | Postavení |
| ----- | ----------- | ----------- | ------- | ------- | ------ | --------- |
| 1990  | 648 782     | 19,2        | 31/150  | ▲31     | ▲2.    | Vláda     |
| 1992  | 273 945     | 8,9         | 18/150  | ▼13     | ▼3.    | Opozice   |
| 1994  | 289 987     | 10,1        | 17/150  | ▼1      | ▼4.    | Opozice   |
| 1998  | součást SDK | součást SDK | 15/150  | ▼2      | ▲3.    | Vláda     |
| 2002  | 237 202     | 8,3         | 15/150  | ▬0      | ▼5.    | Vláda     |
| 2006  | 191 443     | 8,3         | 14/150  | ▼1      | ▼6.    | Opozice   |
| 2010  | 215 755     | 8,5         | 15/150  | ▲1      | ▲4.    | Vláda     |
| 2012  | 225 361     | 8,8         | 16/150  | ▲1      | ▲2.    | Opozice   |
| 2016  | 128 908     | 4,9         | 0/150   | ▼16     | ▼9.    | –         |
| 2020  | 134 099     | 4,7         | 0/150   | ▬0      | ▲8.    | –         |
| 2023  | 202 515     | 6,8         | 12/150  | ▲12     | ▲5.    | Opozice   |

### Evropský parlament
| Volby | Hlasy   | Hlasy | Mandáty | Mandáty | Pozice |
| Volby | Počet   | %     | Počet   | ±       | Pozice |
| ----- | ------- | ----- | ------- | ------- | ------ |
| 2004  | 113 655 | 16,9  | 3/14    | ▲3      | ▲4.    |
| 2009  | 89 905  | 10,9  | 2/13    | ▼1      | ▬4.    |
| 2014  | 74 108  | 13,2  | 2/13    | ▬0      | ▲2.    |
| 2019  | 95 588  | 9,7   | 2/14    | ▬0      | ▼4.    |

## Předsedové KDH
- 1990–2000 Ján Čarnogurský
- 2000–2009 Pavol Hrušovský
- 2009–2016 Ján Figeľ
- 2016–2020 Alojz Hlina
- od 2020 Milan Majerský